# 下北沢オープンソースCafe
下北沢オープンソースCafeとは東京都世田谷区下北沢の住宅街にあるコワーキングスペースである。SugarCRMの開発者でオープンビジネスソフトウェア協会代表理事を務める河村奨が車庫を改装する形で2011年3月に開業した。

## 概要
河村自身元々オープンソースに関する勉強会を開催していたが、貸し会議室を借りるなど毎回場所を変えての開催で準備に苦労したためいつでも開催できる場所を求めていた中でコワーキングという概念との出会いが下北沢オープンソースCafeを開業するきっかけとなった。スペース内は交流のための場所と作業をする場所に分けられており、有料で飲み物が提供されている。週一で「Jelly」と呼ばれる参加者が自身の仕事をそれぞれ持ち込んで作業をするイベントやコーダー道場など特定のコミュニティによる勉強会やイベントも開催されている。2012年には日本OSS推進フォーラムによる「第7回日本OSS奨励賞団体部門」を受賞している。